# Туркомани
Туркоман је био термин за људе огуског поријекла, који се широко користио током средњег вијека. Огузи су били туркијски народ који је у 8. вијеку образовао племенску конфедерацију на подручју између Аралског и Каспијског језера у средњој Азији, а говорили су огуским језиком, који је огранак туркијске језичке породице.
Туркмен, првобитно егзоним, датира из високог средњег вијека, заједно са древним и познатим именом Турк (türk) и племенским именима као што су Бајат, Бајандур, Афшар и Каји. До 10. вијека, исламски извори су Огузе називали муслимане Туркменима, а шаманисте или будисте Турцима. Преко Византинаца је термин дошао до западног свијета током 12. вијека, пошто су до тада Огузи били претежно муслимани. Касније је термин „Огуз” постепено замијењен термином „Туркмен” међу самим Турцима Огузима, претварајући тако егзоним у ендоним, процес који је окончан почетком 13. вијека.
У Анадолији, од касног средњег вијека, „Туркмен” је замијењен термином „османски”, који потиче од Османског царства и његове владајуће династије. Остаје као ендоним полуномадских племена Терекеме, подетничке групе Азера.
Данас је значајан проценат становника Азербејџана, Турске и Туркменистана потомци Огуза (Туркмена), а језици којима говоре припадају огуској групи туркијске језичке породице. Од почетка 21. вијека, овај етноним и даље користе Туркмени средње Азије, главно становништво Туркменистана, који имају значајно присуство у Ирану, Авганистану и Русији, као и ирачки и сиријски Туркмени, други потомци Огузи.

## Етимологија и историја
Тренутно већински став о етимологији етнонима Туркмен или Туркоман је да потиче ријечи Турк и туркијског наглашавајућег суфикса -мен, што значи „највише турски од Турака” или „чистокрвни Турци”. Народна етимологија, која датира из средњег вијека и налази се код Бирунија и Махмуда ел Кашгарија, умјесто из суфикса -мен изводе из персијског суфикса -манинд, што значи „као Турчин”. Иако је раније била преовлађујућа у савременој науци, ова мијешана турско-персијска деривација се сада сматра нетачном.
Прво познато помињање термина јавља се крајем 10. вијека у исламској литератури, односно у дјелу арапског географа Ел Мукадасија Ахсан ел Такасим Фи Ма’рифат ел Акалим. У свом дјелу, које је завршен 987. године, Ел Мукадаси пише о Туркменима два пута, приказујући регију као границу муслиманских посједа у средњој Азији. Према средњовјековним исламским ауторима Ел Бирунију и Ел Марвазију, термин се односи на Огузе који су прешли на ислам. Међутим, постоје докази да су Турци који нису Огузи, као што су Карлуци, такође називани Туркоманима или Туркменима; Кафесоглу (1958) предлаже да Туркмен може бити карлучки еквивалент плавотурском политичком термину Кек Турук. Касније, током средњег вијека, термин је у великој мјеро коришћен за Огузе, западнотуркијски народ, који су основали велику племенску конфедерацију у 8. вијеку. Ова држава, чији су становници говорили огуски турски, заузимала је подручје између Аралског и Каспијског језера у средњој Азији.
Селџуци су се појавили почетком 11. вијеку у Маверанахру. Огузи муслимани, који су се до тада углавном идентификовали као Туркмени, окупили су се око племена Киник које је чинило језгро будуће племенске заједнице Селџука и државе коју ће створити у 11. вијеку.
Од доба Селџучке династије, султани су стварали војна насеља у дијеловима Блиског и Средњег истока како би ојачали своју војну моћ; створена су велика туркменска насеља у данашњој Сирији, Ираку и источној Анадолији. Након битке код Манцикерта, Огузи су се населили широм Анадолије и данашњег Азербејџана. У 11. вијеку, Туркмени су густо населили Аран. Персијски писац из 12. вијека Ел Марвази је писао о доласку Туркмена у муслиманске земље, приказујући их као људе племенитог карактера који су снажни и упорни у борби због свог номадског начина живота, називајући их султанима (владарима).
Термин „Туркоман” је до западног свијета дошао преко Византинаца. Почетком 13. вијека постао је ендоним међу самим Турцима Огузима.
Туркмени су такође обухватали премена Јива и Бајандур, од којих су настали владајући кланови држава Кара Којунлу и Ак Којунлу. Након пада Ак Којунлуа, туркменска племена — дијелом под својим именом, нпр. Афшари, Хаџилу, Порнак, Дегер и Мавселу — ујединила су сеу туркменску племенску конфедерацију Кизилбаш.

## Култура
До 10. вијека, Туркмени су претежно били муслимани. Касније су се подијељени на сунитску и шиитску грану ислама. Средњовјековни Туркмени значајно су допринијели ширењу ислама својим опсежним освајањима раније хришћанских земаља, посебно оних у византијској Анадолији и Кавказу.

### Језик
- турски
- гагаушки
- азерски
- кашкајски
- чехармехалски
- туркменски
- хорасански
- саларски

Туркмени су првенствено говорили језицима који припадају или су припадали огуском огранку туркијских језика, који је обухватао језике и дијалекте као што су староанадолијски (селџучки) турски и стари османски турски. Кагшари је навео фонетске, лексичке и граматичке карактеристике Огуз-Туркмена; такође је идентификовао неколико дијалеката и представио неколико примјера који показују разлике.
Староанадолијски језик, који су у Анадолију донијели Туркмени Селџуци током миграције на запад из средње Азије у Хорасан и даље у Анадолију и током експанзије Селџука у 11. вијеку, био је широко распрострањен међу Туркменима тог подручја све до 15. вијека.  Такође, то је један од познатих древних језика у оквиру огуске групе туркијских језика, заједно са старим османским. Показује одређене карактеристике својствене источноогуским језицима, као што су савремени туркменски и хорансански, а не западноогуским као што су турски и азерски. Карактеристике староанадолијског турског као што је bol- „бити (доћи)”, присутна је у савременом туркменском и хоранском, а њен еквивалент је ol у савременом турском.

### Књижевност
Књига Деде Коркута сматра се огуским ремек-дјелом. Друга истакнута књижевна дјела настала током високог средњег вијека такође укључују епове Огузнаме, Баталнаме, Данишменднаме, Кероглу, који су дио књижевне историје Азера, Турака и Туркмена.
Књига Деде Коркута је збирка епова и прича које свједоче о језику, начину живот, религији, предању и друштвеним нормама Огуз Турака.

## Савремена употреба
У Анадолији у касном средњем вијеку термин „Туркмен” постепено је замијењен термином „Османлија”. Османска владајућа класа се изјашњавала као Османлије све до 19. вијека. У касном 19. вијеку, када су Османлије усвојиле европске идеје о национализму, радије су се вратила уобичајеном термину Турк умјесто Туркмен, док се раније Турк искључивао користио за означавање анадолијских сељака. Термин је наставио да се користи наизмјенично са другим етноисторијским терминима везаним за туркијски народ на том подручју, укључујући Турк, Татар и Аџам, све до почетка 20. вијека. Почетком 21. вијека, Туркмен остаје као лични назив полуномадског племена Карапапахи, подетничке групе азерског народа.
Почетком 21. вијека, етнониме „Туркоман” и „Туркмен” још увијек користе Туркмени из Туркменистана, који имају значајне групе и у Ирану, Авганистану, Русији, Узбекистану, Таџикистану и Пакистану, као и ирачки и сиријски Туркмени, потомци Турака Огуза који се углавном придржавају анадолијског турског насљеђа и идентитета. Већина ирачких и сиријских Туркмена су потомци осмнских војника, трговаца и државних службеника који су доведени на простор Ирака и Сирије из Анадолије током османске владавине. Турци у Израелу и Либану, турске подетничке групе Јуруци, Манави и Карапапахи (подетничке група Азера) такође се помињу као Туркмени.
„Туркоман”, „Туркмен”, „Туркман” и „Торкаман” користили су се и користиће се наизмјенично.